# Доње Вараге
Доње Вараге (алб. Varragë e Poshtme) је насеље у општини Зубин Поток на Косову и Метохији. Атар насеља се налази на територији катастарске општине Вараге површине 444 ha.

## Географија
Село се налази делом на речним терасама поред Ибра, а делом у подножју брда изнад речне терасе. Северна граница на Рогозни је Клопотник (988 м), а јужна граница је на обронку Мокре Горе, на врху Варашко брдо (938 м). Углавном је насеље концентрисано на десној обали Ибра око магистралног пута Рибариће - Косовска Митровица. Делови насеља су Варошко Поље, Буџак, Кућиште, Варошко Брдо, Грајиште, Кућетине, Бијеле Воде. Насеље је разбијеног типа, дели се на махале или засеоке.

## Историја
Село носи назив неког старог рода, Вараге, који је раније ту живео. Од тога становништва остали су црквина, гробље и капела у њему. За црквину у старом гробљу, где се и сада сахрањују, кажу да је одавде црква „прелетела“ у Дубоки Поток. Око друге црквине, на којој је обновљена црква, нема гробља. Вероватно је припадала неком властелину. После ослобађања од турске власти место је у саставу Звечанског округа, у срезу митровичком, у општини радич-пољској и 1912. године има 177 становника.

## Порекло становништва по родовима
Родови су:
- Лекићи-Радовићи (5 кућа, Св. Петка), доселили су се Лека и Алекса „из Старог Колашина у Црној Гори“ у 19. веку. Најпре су се настанили у Бијелим Водама у брду изнад села. Ту су били њихови рођаци Вујош и Милош, чији су се потомци иселили у Топлицу (село Гргуре). Тамо се зову Брадићи. Од њих су такође Шибутани у Малој Вучој и у селу Ђаке (Косаница).
- Димовићи (3 к., Петковдан).
- Миловановићи (2 к., Арханђелов дан и Вел. госпођа), досељени су из Кобиље Главе. Рођаци су им Краговићи у том селу.
- Јанићијевићи (5 к., Св. Димитрије), предак дошао из Лугова (Метохија) и био слуга код Божовића у Придворици; примио је њихову славу, оженио се из Варага и остао на женином имању.
- Цветнићи — „Дошљаци” (4 к., Св. Петка), дошли су из Копаоника (Копориће). Пре, него што су се овамо доселили били су неко време у оближњем селу Јагњеници. Нема сумње да су они из овога краја отишли у Копаоник, па се отуда после извесног времена вратили у стари крај, као што се то догађа у многим случајевима. Старо Цветнића гробље у Превлаку указује на то да су они раније живели у овом селу.

## Доње Вараге током Другог светског рата
За време другог светског рата од 1941. до 1943. године становништво села Доње Вараге је побегло у Куршумлију. Јован Радовановић није хтео да напусти кућу и ту су му нашли кости, кад су се вратили у село после три године. Породица Јовановић је сачувала неке папире из којих се сазнаје које године је страдао и како. Албанци су запалили кућу и њега у њој. Било је то у Доњим Варагама у Старом селу. Тек кад се српско становништво вратило, испод рушевина су му нашли сагореле кости. Како је кров пао тако га потрпао. Сахранили су га на дашањем гробљу. У то време та кућа је била као колиба, лако запаљива. Изгорела је кућа, штала, плот, кош, амбар и сва имовина коју су имали. Они су на истом огњишту обновили кућу и данас ту живе. Јован Радовановић није хтео да напусти кућу јер није веровао на ће нешто тако да му се деси. Имао је око 20 година и није оставио пород. Злочин су починили Албанци-Арнаути, како су их Срби са Косова звали, који су дошли од правца Стрмца и одозго су почели да пале српске куће и имања. Кад се видео дим ко је шта могао, покупио је, децу, краву, овце и побегао је. Отишли су у бежанију према Куршумлији.

## Демографија
Насеље има српску етничку већину.
| Година       | 1912 | 1948 | 1953 | 1961 | 1971 | 1981 | 1991 | 2011 |
| ------------ | ---- | ---- | ---- | ---- | ---- | ---- | ---- | ---- |
| Становништво | 177  | 271  | 282  | 293  | 274  | 312  | 267  | 260  |

|  |